# (71538) Robertfried
(71538) Robertfried est un astéroïde de la ceinture principale.

## Description
(71538) Robertfried est un astéroïde de la ceinture principale. Il fut découvert le 5 février 2000 aux Monts Santa Catalina par le projet CSS. Il présente une orbite caractérisée par un demi-grand axe de 2,54 UA, une excentricité de 0,13 et une inclinaison de 12,6° par rapport à l'écliptique.

## Compléments